# 존은 끝에 가서 죽는다
《존은 끝에 가서 죽는다》(John Dies at the End)는 2012년 공개된 미국의 코미디 공포 영화로, 데이비드 웡의 동명 소설을 원작으로 한다.
엇갈린 비판적 반응에도 불구하고 버라이어티 및 와이어드 잡지는 이 영화를 컬트 영화라고 명명했다.

## 줄거리
주인공 데이비드 웡은 과거 좀비 스킨헤드를 참수한 경험을 회상하며, 시간이 지나 부품이 교체된 도끼가 여전히 같은 도끼인지 의문을 품는다. 현재 시점에서 그는 기자 아르니 블론드스톤에게 자신이 사는 작은 도시에서 겪은 초자연적인 사건들을 이야기한다.
과거, 데이비드는 친구 존과 파티에 참석하고, 그곳에서 절단 수술을 받은 에이미 설리번과 다른 지인들을 만난다. 데이비드는 에이미의 개 바크 리가 자칭 자메이카 마약상 로버트 말리를 문 후 사라졌다는 사실을 알게 된다. 말리는 초능력을 가지고 있으며 데이비드에 대해 알 수 없는 것을 알고 있다. 파티를 떠날 때 데이비드는 자신의 차 옆에서 바크를 발견한다.
존은 데이비드에게 즉시 자신의 아파트로 오라고 한다. 존의 아파트에서 데이비드는 존만이 볼 수 있는 기이한 생명체를 목격하고, '간장'이라는 검은색 마약이 들어있는 주사기를 발견한다. 존은 말리에게 받은 이 마약이 복용자에게 초인적인 지식을 주지만, 동시에 다른 차원과 시간대로 던져 버린다고 설명한다. 과거의 존이 현재의 데이비드에게 전화하는 모습이 그 증거이다.
운전 중 실수로 주사기에 찔린 데이비드는 다른 차원으로 이동하게 된다. 현재로 돌아온 데이비드의 차 뒷좌석에 로저 노스라는 낯선 남자가 나타나고, 그는 기이한 생명체를 데이비드의 옷 속에 넣고 운전을 시킨다. 데이비드는 라이터로 생명체를 태워 없애고, 로저를 위협하지만 그는 사라진다. 경찰서에서 형사 로렌스 애플턴은 존과 데이비드를 심문하며, 존과 저스틴 화이트만이 말리가 연 마약 파티의 생존자이며, 다른 사람들은 사라지거나 끔찍한 죽음을 맞이했다는 사실을 밝힌다.
현재 시점에서, 아르니는 믿을 수 없어 자리를 떠나려 하지만, 데이비드는 그의 차에 있는 괴물을 보여주며 아르니를 설득한다. 경찰 심문 중 존은 알 수 없는 이유로 사망하고, 데이비드는 존의 텔레파시를 통해 다른 경찰이 유령이라는 것을 깨닫고 경찰서에서 탈출한다. 데이비드는 말리의 집으로 향하고, 말리의 간장으로 인해 기절한다. 데이비드가 깨어났을 때, 애플턴은 간장이 악의적인 힘을 불러들이고 있으며 존의 시체가 사라졌다고 말한다. 애플턴이 데이비드를 쏘지만, 그는 시간을 이동하며 총알을 조작하여 살아남는다. 존의 조종을 받는 바크가 데이비드의 차를 몰고 벽을 부수며 그를 탈출시킨다.
저스틴 화이트가 악령에 씌여 데이비드의 아파트로 찾아와 그를 제압한다. 저스틴에게 감염된 데이비드는 다른 친구들과 함께 버려진 쇼핑몰로 납치된다. 저스틴은 그곳의 유령 문을 이용해 다른 차원으로 가려 한다. 존은 화이트를 조종해 밖으로 나가게 하고, 애플턴은 그를 죽인다. 애플턴은 악마 곤충 떼로 변하여 프레드를 감염시키고, 데이비드는 어쩔 수 없이 그를 죽인다. 에이미는 유령 팔로 문을 열고, 존과 데이비드는 다른 차원으로 넘어간다. 그곳에서 그들은 노스와 유명한 영매 알버트 마르코니를 만나고, 이 모든 사건의 원흉이 다른 차원을 정복하려는 외계 생물체 코록이라는 사실을 알게 된다. 마르코니는 코록을 무력화시킬 LSD가 섞인 C4 폭탄을 데이비드와 존에게 준다.
다른 차원으로 넘어간 둘은 코록의 추종자들에게 "선택받은 자"로 환영받고, 반항자들이 코록의 괴물에게 상해를 입는 잔혹한 전체주의 사회를 목격한다. 코록 앞에 선 둘은 코록에게 흡수당할 위기에 처하지만, 바크가 폭탄을 코록에게 던져 자폭하여 코록을 파괴한다.
탈출 후, 데이비드와 존은 마르코니로부터 바크가 코록을 물리칠 운명이었다는 사실을 알게 된다. 에이미는 데이비드의 여자친구가 되고, 데이비드와 존은 마르코니의 도움을 받아 퇴마사가 된다. 현재 시점에서 아르니는 이 이야기를 출판하기로 결정한다. 데이비드는 아르니가 자신의 인식과 다르다는 것을 깨닫고, 진짜 아르니가 자신의 차 트렁크에서 참수된 채 발견된다. 데이비드는 자신이 현재의 아르니 모습을 투영한 것이라고 말하고, 아르니는 곧 사라진다.
마지막 장면에서 존과 데이비드는 농구하다가 실수로 공을 포스트 아포칼립스 차원으로 던져 버리고, 공을 찾으러 간 둘은 그 차원의 준군사 조직으로부터 세상을 구할 선택받은 자라는 말을 듣지만 무시하고 가버린다.

## 출연
- 체이스 윌리엄슨 - 데이비드 웡
- 롭 메이스 - 존 치즈
- 폴 지어마티 - 아니 블론더스톤
- 클랜시 브라운 - 앨버트 마코니
- 글린 터먼 - 애플턴 형사
- 더그 존스 - 로저 노스
- 대니얼 로벅 - 라지먼
- 퍼비안 서레스 - 에이미 설리번
- 조니 웨스턴 - 저스틴 화이트
- 지미 웡 - 프레드 추
- 이선 에릭슨 - 매컬로이 역
- 앵거스 스크림 - 셸넛
- 케빈 마이클 리처드슨 - 코록